# 穆里洛·萨托里
穆里洛·萨托里（葡萄牙語：Murilo Sartori，2002年5月18日—），巴西男子游泳运动员，2021年世界短池锦标赛男子4×200米自由泳接力铜牌得主、2023年泛美运动会男子4×200米自由泳接力金牌得主和男子200米自由泳铜牌得主。